# Carex laevivaginata
Carex laevivaginata är en halvgräsart som först beskrevs av Georg Kükenthal, och fick sitt nu gällande namn av Kenneth Kent Mackenzie. Carex laevivaginata ingår i släktet starrar, och familjen halvgräs. Inga underarter finns listade i Catalogue of Life.